# Kup Krešimira Ćosića 2022./23.
Kup Krešimira Ćosića za 2022./23. je trideset i drugo izdanje ovog natjecanja za hrvatske košarkaške klubove. Natjecanje je drugi put zaredom i deveti put ukupno osvojila "Cibona" iz Zagreba.
 

Od četvrtzavršnice kup je nosio sponzorski naziv SuperSport kup Krešimir Ćosić.

## Sustav natjecanja
U natjecanju sudjeluje 16 klubova koji igraju jednostrukim kup-sustavom.  Prvi put nakon sezone 2019./20. završnica kupa je igrana kao "Final eight" turnir, a domaćin je bila dvorana KC "Dražen Petrović" u Zagrebu. 

## Sudionici
U natjecanju je sudjelovalo 16 klubova -  12 sudionika "Premijer lige", te četiri kluba kvalificirana preko regionalnih kupova.
| | |
| - HT Premijer liga - Alkar, Sinj - Bosco, Zagreb - Cedevita Junior, Zagreb - Cibona, Zagreb - DepoLink Škrljevo, Škrljevo, Bakar - Dinamo, Zagreb - Furnir, Zagreb - Gorica, Velika Gorica - Split, Split - Šibenka, Šibenik - Zabok, Zabok - Zadar, Zadar | - preko regionalnih kupova - Dubrovnik, Dubrovnik - Kvarner 2010, Rijeka - Zagreb, Zagreb - Vrijednosnice Osijek, Osijek |

## Rezultati

### Osmina završnice
Referetni datum odigravanja utakmica je bio 7. prosinca 2022. godine.
| par | datum              | mjesto, dvorana                             | klubovi                                | rez.  | napomene, izvještaj |
| --- | ------------------ | ------------------------------------------- | -------------------------------------- | ----- | ------------------- |
| 1   | 7. prosinca 2022.  | Rijeka, Dvorana "Mladosti"                  | Kvarner 2010 Rijeka - Zagreb           | 68:66 |                     |
| 2   | 20. prosinca 2022. | Sinj, GŠD "Ivica Glavan-Ićo"                | Alkar Sinj - Zadar                     | 70:97 |                     |
| 3   | 7. prosinca 2022.  | Šibenik, Sportska dvorana "Baldekin"        | Šibenka Šibenik - DepoLink Škrljevo    | 71:65 |                     |
| 4   | 7. prosinca 2022.  | Dubrovnik, Športska dvorana "Gospino polje" | Dubrovnik - Cedevita Junior            | 64:70 |                     |
| 5   | 7. prosinca 2022.  | Zagreb, Košarkaški centar "Dražen Petrović" | Cibona Zagreb - Split                  | 90:88 |                     |
| 6   | 7. prosinca 2022.  | Osijek, Dvorana "Gradski vrt"               | Vrijednosnice Osije - Bosco Zagreb     | 79:86 |                     |
| 7   | 7. prosinca 2022.  | Zagreb, Sportska dvorana "Dubrava"          | Furnir Zagreb - Zabok                  | 74:69 |                     |
| 8   | 7. prosinca 2022.  | Zagreb, Košarkaški centar "Dražen Petrović" | Dinamo Zagreb - Gorica (Velika Gorica) | 81:76 |                     |

### Završni turnir
Završni turnir u "Final eight" formatu igran od 14. do 18. veljače 2023. u Zagrebu u dvorani KC "Dražen Petrović".

| par             | datum             | klub1                  | rez.            | klub 2                 | napomene, izvještaj |
| četvrtzavršnica | četvrtzavršnica   | četvrtzavršnica        | četvrtzavršnica | četvrtzavršnica        | četvrtzavršnica     |
| --------------- | ----------------- | ---------------------- | --------------- | ---------------------- | ------------------- |
| 1               | 14. veljače 2023. | Bosco Zagreb           | 87:97           | Cedevita Junior Zagreb |                     |
| 2               | 14. veljače 2023. | Šibenka Šibenik        | 68:55           | Furnir Zagreb          |                     |
| 3               | 15. veljače 2023. | Kvarner 2010 Rijeka    | 91:99           | Dinamo Zagreb          |                     |
| 4               | 15. veljače 2023. | Cibona Zagreb          | 71:70           | Zadar                  |                     |
|                 |                   |                        |                 |                        |                     |
| poluzavršnica   |                   |                        |                 |                        |                     |
|                 | 17. veljače 2023. | Cedevita Junior Zagreb | 89:75           | Dinamo Zagreb          |                     |
|                 | 17. veljače 2023. | Šibenka Šibenik        | 71:101          | Cibona Zagreb          |                     |
|                 |                   |                        |                 |                        |                     |
| za pobjednika   |                   |                        |                 |                        |                     |
|                 | 18 veljače 2023.  | Cedevita Junior Zagreb | 66:86           | Cibona Zagreb          |                     |

## Vanjske poveznice
- hks-cbf.hr, , Hrvatski košarkaški savez
- hks-cbf.hr, Natjecanja -> Kup Krešimir Ćosić
- hks-cbf.hr,  Novosti -> Kup Krešimir Ćosić
- sportnet.hr, Kup "Krešimir Ćosić"
- basketball.hr, Kup Krešimir Ćosić